# Heinrich Gustav Flörke
Heinrich Gustav Flörke (Altkalen, 24 dicembre 1764 – Rostock, 6 novembre 1835) è stato un botanico e lichenologo tedesco.

## Biografia
Flörke intraprese inizialmente gli studi di Teologia e Matematica a Bützow, ma poi si trasferì all'Università di Jena per studiare Medicina.
Nel 1816, succedette a Ludolph Christian Treviranus (1779–1864) nel ruolo di professore di Storia naturale presso l'Università di Rostock, dove rimase per il resto della sua vita.
Si specializzò nel campo della Lichenologia, divenendo noto per le sue ricerche sul genere Cladonia.
Nel corso della sua carriera, fu fortemente critico nei confronti del lavoro del botanico svedese Erik Acharius, manifestando le sue critiche nell'opera del 1810 Kritische Anmerkungen zu den Becherflechten in der Lichenographia universalis des Herrn Doctors und Ritters Erik Acharius ("Annotazioni critiche sui licheni a coppa in Lichenographia universalis di Erik Acharius").
Per alcuni anni Flörke fu uno dei curatori della Oekonomische Encyklopädie, un'enciclopedia iniziata da Johann Georg Krünitz (1728–1796).

## Opere principali
- Beschreibung der deutschen staubflechten, 1807
- Deutsche Lichenen gesammelt und mit Ammerkungen, 1815
- De Cladoniis, deffallimo lichenum genere, commentatio nova, 1828[3]

## Onorificenze
A Flörke sono stati dedicati il genere floreale Floerkea e la specie di lichene Cladonia floerkeana.